# Luigi Monza
Luigi Monza (22. června 1898 Cislago – 29. září 1954 Lecco) byl italský římskokatolický kněz, zakladatel sekulárního institutu Malých apoštolů lásky. Katolická církev jej uctívá jako blahoslaveného.

## Život
Narodil se dne 22. června 1898 v obci Cislago.
V osmnácti letech zahájil studium na kněžství. V roce 1916 byl jmenován prefektem na Collegio Villoresi San Giuseppe v Monze a dne 19. září 1925 byl vysvěcen na kněze pro milánskou arcidiecézi. Nejprve působil mezi mládeží ve farnosti Vedano Olona.
Ve 20. letech 20. století jej fašisté obvinili z plánování útoku na místního soudce, a v důsledku toho byl zadržen a uvězněn. Čtyři měsíce po svém uvěznění byl ale zproštěn viny a propuštěn.
Roku 1929 byl převelen do Saronna, kde se věnoval práci s dospívajícími. Roku 1936 byl poslán do Lecca, kde se stal oblíbeným knězem a byl k dispozici pro potřeby nemocných a chudých. Během druhé světové válce pomáhal ošetřovat raněné a zároveň se pokoušel chránit farníky před hrůzami konfliktu. Roku 1937 založil sekulární institut Malých apoštolů lásky, který se později rozrostl a rozšířil do zemí, jako je Ekvádor nebo Súdán.
Zemřel na infarkt dne 29. září 1954 v Leccu. Jeho ostatky jsou od roku 1964 uchovávány v Ponte Lambro.

## Úcta
Jeho beatifikační proces započal dne 23. června 1987, čímž obdržel titul služebník Boží. Dne 20. prosince 2003 jej papež sv. Jan Pavel II. podepsáním dekretu o jeho hrdinských ctnostech prohlásil za ctihodného. Dne 19. prosince 2005 byl uznán zázrak na jeho přímluvu, potřebný pro jeho blahořečení.
Blahořečen pak byl dne 30. dubna 2006 na Piazza del Duomo v Miláně. Obřadu předsedal jménem papeže Benedikta XVI. kardinál José Saraiva Martins.
Jeho památka je připomínána 29. září. Bývá zobrazován v kněžském oděvu. Je patronem jím založeného institutu.